# Рабство в Аль-Андалусі

Кордовський халіфат 1000 рік

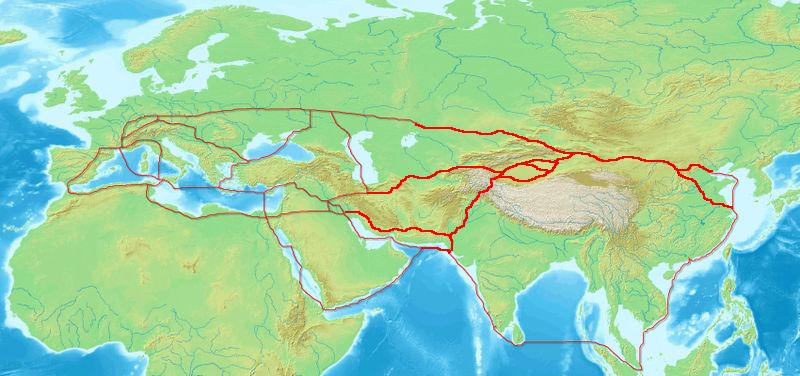
Торговельні шляхи радханітів.

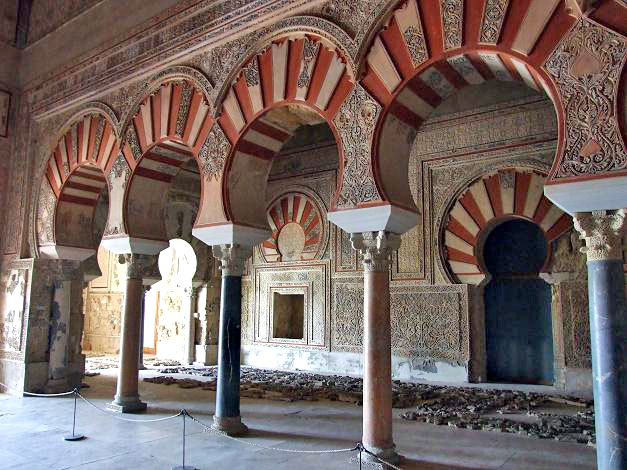
Медінат аз-Захра.

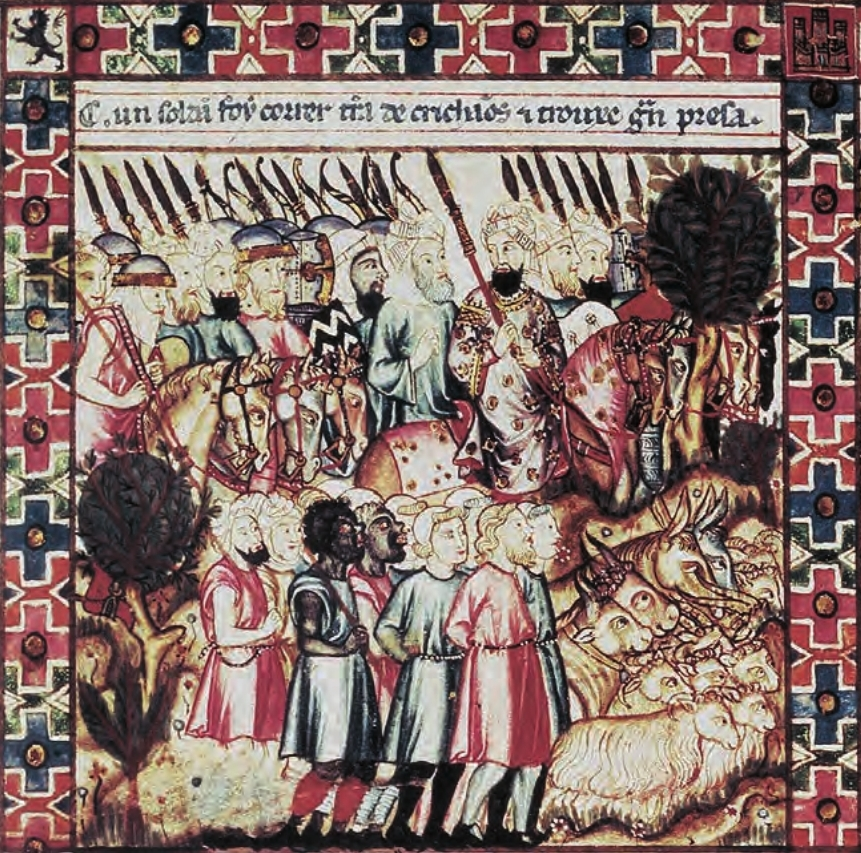
Слов'янські та африканські раби в Кордові; ілюстрація з Cantigas de Santa Maria

Рабство в Аль-Андалусі — явище, поширене на всій території Аль-Андалусу, тобто на більшій частині Піренейського півострова (сучасні Іспанія та Португалія) між VIII та XV століттями. Воно включає періоди Кордовського емірату (756—929), Кордовського халіфату (929—1031), Тайфів (XI століття), правління Альморавідів (1085—1145), правління Альмохадів (1147—1238) та Гранадського емірату (1232—1492).
Рабство в Аль-Андалусі регулювалося відповідно до ісламського права. Іноземці-немусульмани розглядалися як законні об'єкти поневолення. Оскільки Аль-Андалус знаходився в зоні релігійного прикордоння, він мав необхідні умови для того, щоб стати центром работоргівлі між християнською і язичницькою Європою та мусульманським Близьким Сходом.
Рабів переправляли до Аль-Андалусу кількома різними маршрутами. Багатовікова реконкіста між мусульманською та християнською Іберією призвела до того, що під час постійних воєн і набігів работоргівців через іберійські кордони було захоплено багато християнських рабів. Християнська Європа вивозила європейців-язичників як рабів до Аль-Андалусу через Празьку работоргівлю через християнську Францію. Вікінги-язичники вивозили християнських рабів, захоплених у християнській Європі, до мусульман Аль-Андалусу. Мусульманські пірати-сарацини захоплювали і продавали європейців-християн, захоплених під час невільницьких рейдів уздовж берегів Середземного моря. Африканські раби потрапляли до Аль-Андалусу з півдня через пустелю Сахару в рамках транссахарської работоргівлі.
Рабів в Аль-Андалусі використовували так само, як і в інших мусульманських державах. Рабинь експлуатували переважно як домашню прислугу, повій та наложниць приватних гаремів (секс-рабинь). Рабів-чоловіків використовували для виконання різних завдань, але в першу чергу вони поділялися на євнухів, яким доручали престижні завдання, чорноробів і рабів-солдатів. Аль-Андалус функціонував як місце призначення, так і місце транзиту работоргівлі європейськими рабами з півночі до решти мусульманського світу на півдні та сході.

## Передісторія
Рабство існувало як у мусульманському Аль-Андалусі, так і в християнських королівствах, і по обидва боки релігійного кордону дотримувалися звичаю не поневолювати людей своєї релігії. Отже, мусульмани були поневолені на християнських землях, тоді як християни та інші немусульмани були поневолені в Аль-Андалусі.
Маври імпортували білих християнських рабів з VIII століття до кінця Реконкісти наприкінці XV століття. Європейських рабів експортували з християнської частини Іспанії, а також зі Східної Європи. Їх називали сакаліба. Рабство сакаліба в Аль-Андалусі було особливо поширеним у Кордовському халіфаті, де білі рабині становили значну частину рабинь-наложниць королівського гарему, а білі раби-чоловіки становили більшість адміністративного персоналу в судах і палацах.

## Работоргівля
Аль-Андалус, територія Піренейського півострова, що перебувала під мусульманським контролем (711—1492), імпортувала велику кількість рабів на свій внутрішній ринок, а також слугувала перевалочним пунктом для мусульманських та єврейських купців, які продавали рабів решті ісламського світу.
Ранньою економічною опорою ісламської імперії в Іберії (Аль-Андалус) у VIII столітті була работоргівля. Через те, що за ісламським правом манумісія є формою благочестя, рабство в мусульманській Іспанії не могло підтримувати той самий рівень самовідтворення, що й у суспільствах зі старішим рабським населенням. Тому Аль-Андалус покладався на торговельні системи як на зовнішній засіб поповнення запасів поневолених людей.
Ісламський закон забороняв мусульманам поневолювати інших мусульман, тому на ісламській території існував великий ринок немусульманських рабів. Вікінги продавали як християнських, так і язичницьких європейських бранців мусульманам, які називали їх сакаліба; ці раби, ймовірно, були як слов'янами-язичниками, так і фінами, балтійськими східноєвропейцями та християнами Західної Європи. Формуючи відносини між Омейядами, Хариджитами та Аббасидами, потік людей, що стали жертвами торгівлі людьми, з основних шляхів Сахари до Аль-Андалусу слугував дуже прибутковою торговельною конфігурацією.
Археологічні докази торгівлі людьми та поширення ранньої торгівлі в цьому випадку слідують за нумізматикою та матеріальністю тексту. Ця грошова структура постійного припливу золота виявилася постулатом у розвитку ісламської торгівлі. У цьому відношенні работоргівля перевершила і була найбільш комерційно успішним підприємством для максимізації капіталу. Ця значна зміна у формі нумізматики слугує зміною парадигми від попереднього вестготського економічного устрою. Крім того, вона демонструє глибокі зміни від одного регіонального утворення до іншого, пряме переміщення людей і чистої монети з однієї релігійно схожої напівавтономної провінції до іншої.

### Завоювання Альмохадів
Альмохади порушили ісламський закон, взявши в рабство мусульманських жінок і дітей під час завоювання емірату Альморавідів у ХІІ столітті. Ісламський закон дозволяв мусульманам брати в рабство немусульман, але не мусульман. Однак Альмохади визначали мусульман, які не були послідовниками альмохадизму, як невіруючих (такфір), і тому вважали їх законним об'єктом поневолення.
У той час як дорослих чоловіків вбивали, жінок і дітей брали в полон і продавали як рабів, і навіть тримали як наложниць, що зазвичай дозволялося лише щодо немусульманських жінок. Коли Абд аль-Мумін взяв фортецю Дай, в полон потрапили дві жінки, які стали його наложницями, одна з яких стала матір'ю його сина Абу Саїда Усмана.
Коли Тлемсен захопила армія Альмохада, Ібн аль-Атір заявив, що «дітей і жінок забрали в полон….. Тих, кого не вбили, продали за мінімальними цінами». Коли столиця Марракеш була завойована в 1147 році, аль-Байдак описав, як «все, що було в місті, було забрано до скарбниці. Жінок продали, і все [вся здобич завоювання] повернулося до скарбниці», а Ібн Сахіб ас-Сала, що «[Абд аль-Му'мін] роздав будинки [марракешців] [Альмохадам]. Сім'ї Марракеша були продані, а їхні діти продані в рабство».
Однак поневолення мусульманських військовополонених незабаром припинилося, оскільки під час завоювань Алмохада мусульмани заявили, що вони повинні швидко прийняти алмохадистську версію ісламу, щоб уникнути поневолення.

### Празька работоргівля
Празький невільничий ринок був одним із шляхів для рабів сакаліба до Аль-Андалуса. Подібно до Аль-Андалусу, Чеське князівство було державою в релігійній прикордонній зоні, у випадку Богемії, яка межувала з язичницькими слов'янськими землями на півночі, сході та південному сході.
Арабський Кордовський халіфат називав ліси Центральної та Східної Європи, які стали функціонувати як джерело постачання рабів, Білад ас-Сакаліба («земля рабів»). Богемія була в ідеальному становищі, щоб стати джерелом постачання язичницьких рабів сакаліба до Аль-Андалусу. Рабів купували під час набігів на язичницькі слов'янські землі на північ від Праги.
Празька работоргівля адаптувалася до ринку Аль-Андалусу, при цьому жінок вимагали для сексуального рабства, а чоловіків — для військового рабства або як євнухів. Рабів-чоловіків, відібраних для продажу як євнухів, кастрували у Вердені.
Традиційно кажуть, що работорговці, які купували рабів у Празі та перевозили їх на невільничий ринок Аль-Андалуса, були переважно єврейськими раданітами. Невідомо, наскільки домінували єврейські купці, але єврейські работорговці мали перевагу перед своїми неєврейськими колегами, оскільки вони могли пересуватися християнськими та мусульманськими землями, що не завжди вдавалося християнським і мусульманським купцям, і діяти як посередники між християнськими та мусульманськими комерційними ринками. Хоча християнам не дозволялося поневолювати християн, а мусульманам не дозволялося поневолювати мусульман, євреї могли продавати християнських рабів мусульманським покупцям і мусульманських рабів християнським покупцям, а також язичницьких рабів і тим, і іншим. Так само і християнам, і мусульманам було заборонено проводити кастрацію, але для євреїв такої заборони не існувало, що давало їм змогу задовольняти попит на євнухів у мусульманському світі.
Рабів везли до Аль-Андалусу через Францію. Хоча церква заперечувала продаж християнських рабів мусульманам, продаж язичників мусульманам не зустрічав такої опозиції. В Аль-Андалусі білі європейські раби вважалися предметом розкоші. Там їх можна було продати за 1000 динарів, що було значною ціною. Раби не завжди призначалися для ринку Аль-Андалусу; подібно до Богемії в Європі, Аль-Андалус був релігійним прикордонням мусульманського світу, і звідти рабів сакаліба вивозили далі до мусульманського світу на Близькому Сході.
Работоргівля сакалібами з Праги до Аль-Андалусу через Францію припинилася в ХІ столітті, коли слов'яни-язичники з кінця Х століття поступово почали приймати християнство, що заборонило християнській Богемії продавати їх у рабство до мусульманського Аль-Андалусу.

### Набіги работорговців на християнську Іберію
У мусульманському світі Аль-Андалус називали «землею джихаду», релігійним прикордонням у стані постійної війни з невірними, яке за ісламським правом було законною зоною для поневолення, а рабами називали вихідців з трьох різних зон християнської Іберії: Галісійці з північного заходу, баски або васкони - з центральної півночі та франки - з північного сходу і Франції.
Середньовічний Піренейський півострів був ареною епізодичних воєн між мусульманами та християнами. З Аль-Андалуса періодично відправлялися грабіжницькі експедиції, щоб спустошити християнські Іберійські королівства, повертаючи здобич та людей. Наприклад, під час набігу на Лісабон 1189 року халіф Альмохадів Якуб аль-Мансур взяв у полон 3000 жінок та дітей, а його губернатор Кордови під час наступного нападу на Сілвеш у 1191 році взяв у полон 3000 християнських рабів.
Під час набігу Альмохадів на Евору в Португалії в 1181—1182 роках було взято в полон 400 жінок. Їх було виставлено на продаж на невільничому ринку Севільї.
Ці грабіжницькі експедиції також включали в себе набіги «саіфа» (літні) — традицію, започатковану за часів правління еміра Кордови. На додаток до здобування багатств, деякі з цих набігів Саіфа мали на меті повернути в Аль-Андалус переважно полонених чоловіків, часто євнухів. Їх узагальнено називали «сакаліба», арабським словом, що означає «раби». Статус слов'ян як найпоширенішої групи в работоргівлі до Х століття призвів до появи слова «раб».
Під час розграбування Барселони (985) кордовським ватажком Альмансором весь гарнізон був убитий, а мешканці або загинули, або поневолені.

### Сарацинське піратство
Мавританські сарацинські пірати з Аль-Андалусу напали на Марсель та Арль і створили базу в Камарг, Фраксінетум або Ла-Гард-Френе-ле-Мот (888—972), звідки вони здійснювали набіги рабів до Франції. Як наслідок, населення втекло, побоюючись набігів рабів, що ускладнювало для франків забезпечення безпеки їхнього південного узбережжя, а сарацини з Фраксінетума експортували захоплених ними франкських полонених як рабів на невільничий ринок мусульманського Близького Сходу.
903 року сарацини захопили Балеарські острови. Із цієї бази вони здійснювали набіги по рабів до узбережжя християнського Середземномор'я та Сицилії.
Хоча бази сарацинів у Франції були ліквідовані 972 року, це не запобігло піратській работоргівлі сарацинами в Середземномор'ї. Як династія Альморавідів (1040—1147), так і халіфат Альмохадів (1121—1269) схвалювали набіги сарацинських піратів з метою рабства на немусульманські кораблі в Гібралтарі та Середземному морі.

### Транссахарська работоргівля
Поряд з християнами і слов'янами в рабстві утримували африканців з країн на південь від Сахари, яких привозили з караванної торгівлі в Сахарі. Стародавня транссахарська работоргівля переправляла рабів до Аль-Андалусу з немусульманських язичницьких країн Африки на південь від Сахари.
Формуючи відносини між Омейядами, Хариджитами та Аббасидами, потік людей, що стали жертвами торгівлі людьми, з основних шляхів Сахари до Аль-Андалусу слугував дуже прибутковою торговельною конфігурацією.

### Работоргівля вікінгів
На думку Роджера Коллінза, хоча роль вікінгів у работоргівлі в Іберії залишається значною мірою гіпотетичною, чітко зафіксовані їхні грабежі. Про набіги вікінгів на Аль-Андалус повідомляється у 844, 859, 966 та 971 роках, що відповідає загальній картині такої активності, яка зосереджувалася в середині ІХ та наприкінці Х століть.
Вікінги здійснювали набіги за рабами і до християнських частин Іберії. Відомо, що вікінги продавали людей, яких вони захопили під час своїх набігів на християнську Європу, в ісламський світ через арабських купців вздовж Волзького торгового шляху, рабів, яких переправляли на Близький Схід через Центральну Азію, що було важливим джерелом постачання рабів для работоргівлі в Бухарі. Однак не підтверджено, чи продавали вікінги бранців зі своїх набігів на християнську Іберію безпосередньо до мусульманської Іберії.
Вікінги постачали рабів до Аль-Андалусу через північне Дублінське королівство. Відомо, що рабів, захоплених переважно на Британських островах і виставлених на продаж у Дубліні, який був одним із найбільших невільничих ринків Європи у ІХ-Х століттях, продавали по всій Європі. Однією з найприбутковіших галузей торгівлі для вікінгів та інших торговців, що діяли з ірландських портів, таких як Дублін, була торгівля рабами до ісламської Іберії.

## Ринок рабів
На ринку рабів у мусульманському світі пріоритетом були жінки для використання як домашню прислугу та наложниць (сексуальних рабинь), а чоловіки — як євнухи, робітники та солдати-раби. Переважною категорією на ринку рабів були діти, оскільки їх можна було навчити та виховувати для виконання функції, обраної для них з дитинства. Звичайні імена рабів були пристосовані до завдань, обраних для дітей рабів, наприклад, Муджахід («воїн»), Мукатіл («боєць») для солдатів-рабів; або Анбар («бурштин»), Зухайр («променистий»), Хар'ян («благословення»), Ватік («гідний довіри») або Джумн («перлина») для бюрократів.
Рабами халіфа часто були європейські раби-сакаліби, яких торгували з Північної або Східної Європи. Сакаліба здебільшого призначалися до палаців як охоронці, наложниці та євнухи, хоча іноді вони перебували у приватній власності. У той час як чоловіки-сакаліби могли працювати на різних роботах, таких як робота на кухні, соколине полювання, монетний двір, текстильні майстерні, адміністрація або королівська охорона (у випадку охоронців гарему вони були кастровані), жінок-сакалібок поміщали в гареми. Африканським язичникам на південь від Сахари часто доручали більш трудомістку роботу, ніж рабам-сакаліба.

### Рабині
В ісламському світі жінок-рабинь використовували або як домашню прислугу, або для сексуального рабства у формі наложниці. У певні ісламські періоди, такі як Аль-Андалус, жінок-рабинь також могли відбирати для навчання як рабинь-художниць, відомих як кайна.
Домашнє рабство було поширеною формою поневолення жінок у мусульманському світі. Оскільки вільні мусульманські жінки повинні були жити в якомога більшій гендерній ізоляції, вони, як правило, не працювали служницями, через що існував високий попит на домашніх рабинь у мусульманському світі.
Рабинь в Аль-Андалусі також могли використовувати як рабинь-артисток. Кордовський халіфат продовжив традицію Омеядського халіфату навчати категорію рабинь-артисток, які ставали артистками — кайна. Рабинь-артисток кайна, яких часто називали «співочими рабинями», навчали багатьом ремеслам, таким як поезія, музика, декламування ахбарів (оповідань чи анекдотів), каліграфія та тіньовий театр ляльок.
Спочатку до Аль-Андалуса імпортували дівчат-рабинь кайна з Медини. Зазначається, що дівчат-рабинь племені кайна вперше були імпортовані до Аль-Андалуса за часів правління Аль-Хакама I (796—822). Однак, невдовзі кайн почали навчати в Кордові, а з 1013 року — в Севільї; однак невідомо, чи збереглася ця традиція в Гранадському еміраті. Рабинь кайн відбирали для навчання цій функції ще з дитячого віку та проходили тривалу підготовку, щоб відповідати вимогам. За часів правління халіфа аль-Аміна (роки правління 809—813) у Багдаді існувала категорія рабинь, відома як гулам'ят, — дівчата-рабині, одягнені як хлопчики, яких навчали виступати співачками та музикантами і які відвідували питні вечірки правителя та його гостей чоловічої статі, і цей звичай відомий в Аль-Андалусі за правління халіфа аль-Хакама II (роки правління 961—976).
Ібрагім аль-Мавсілі «Кітаб аль-Агані» аль-Ісбахані зазначає, що спочатку для навчання кайн відбирали темношкірих рабинь, бо їх вважали непривабливими, але згодом цей звичай змінився, і білошкірих рабинь, яких вважали красивішими, а відтак дорожчими, почали навчати як кайн, щоб ще більше підвищити їхню ринкову вартість:
«Раніше красивих рабинь не вчили співати, натомість навчали лише смаглявих і чорнявих [рабинь]. Першим, хто навчив співати дорогих [світлошкірих] невільниць, був мій батько. Він досяг найвищого рівня [підготовки] співачок і тим самим підвищив їхню цінність».
Рабині-кайни не були ізольовані від чоловіків у гаремах як вільні жінки чи рабині-наложниці, а навпаки, виступали перед гостями-чоловіками — іноді з-за ширми, а іноді на видноті — і є, мабуть, найбільш добре задокументованими з усіх рабинь. Хоча навчені рабині-кайни були сексуально доступні для свого поневолювача, вони не були категоризовані і не продавалися як наложниці і, завдяки своїй підготовці, були найдорожчими жінками-рабинями.
Письменник Аль-Джахіз стверджував, що «співачка майже ніколи не буває чесною у своїй пристрасті або щирою у своїй прихильності, бо вона за своїм вихованням і вдачею розставляє пастки і капкани для своїх шанувальників, щоб вони поринули в її муки [букв. „зашморг“]», а «здебільшого співачки нещирі і вдаються до обману та підступності, щоб вичавити з ошуканої жертви її майно, а потім покинути її», і що їхній поневолювач використовував їх для збору подарунків від гостей-чоловіків, які приходили до нього, щоб побачити і послухати його рабиню-кайну.
Іншою категорією було сексуальне рабство. Ісламський закон забороняв чоловікові вступати в статеві стосунки з будь-якою жінкою, окрім дружини або рабині. Рабинь використовували як для проституції, так і як приватних наложниць. Ісламське право формально забороняло проституцію. Однак, оскільки ісламське право дозволяло чоловікові вступати в статевий зв'язок зі своєю рабинею, проституцією займався сутенер, який продавав свою рабиню на невільничому ринку клієнту, який повертав її колишньому власнику (сутенеру) під приводом незадоволення від статевого акту, що було законним і прийнятним методом проституції в ісламському світі.
Хоча раби могли бути різних етнічних груп, це не виключало можливості для рабовласників класифікувати рабів за їх етнічним походженням відповідно до расових стереотипів. Ібн аль-Хатіб класифікував жінок-сексуальних рабинь за расовими стереотипами:
«Арабські жінки з пустелі [мають] великий досвід, райські дівчата з червоними кольорами, тонкими і стрункими таліями, прикрашеними шиями, губами медового кольору, великими очима, характерними парфумами, придатними для всіх натур, ніжними рухами, ввічливими духами, добрими поглядами, сухими вульвами, м'якими поцілунками і прямим носом. Жінки Магрибу, з чорним волоссям, добрим обличчям, солодкою посмішкою, губами кольору меду і дуже червоними з темним відтінком, зап'ястями, краса яких вдосконалюється дзеркалами і малюнком татуювання кольору індиго. Християни, діамантової білизни, рухливих грудей, тонких тіл, врівноваженого жиру, чудової плоті у вузькому одязі з парчі, тіла і спини прикрашені прекрасними коштовностями і розкішним бісером; вони вирізняються особливістю чужоземності і тим, як вони м'які […]».
Відомо, що работорговці готували своїх рабинь, щоб отримати за них найвищу ціну на невільничому ринку. У документі ХІІ століття описано, як работорговці мастили рабинь темного кольору шкіри мазями і фарбували волосся брюнеток «золотистим» (блондинистим), щоб здаватися світлішими, і як вони навчали невільниць фліртувати, щоб привабити покупців. Ас-Сакаті зазначав, що работорговці одягали невільниць у прозорий одяг для публічного показу, щоб привабити покупців, і підбирали колір їхнього одягу, а також те, що білошкірих невільниць, наприклад, одягали в рожевий колір (рожеве).
Жінки-рабині були видимі на людях; у той час як від вільних мусульманок очікували, що вони носитимуть чадру на публіці, щоб показати свою скромність і статус вільної жінки, жінки-рабині повинні були з'являтися на людях без одягу, щоб відрізняти їх від вільних і скромних жінок. Ібн Хабіб зазначав, що вільним мусульманкам заборонялося носити відвертий і прозорий одяг, але такий одяг носили в інтимному контексті; в «Libro de los juegos» стверджувалося, що мусульманки носили прозорі туніки, що інтерпретувалося як нібито свобода андалузьких жінок, але такий одяг, швидше за все, носили рабині, а не мусульманки.
Використання секс-рабинь іноземного походження мало небажані наслідки в расизованому суспільстві Аль-Андалусу, де арабські мусульмани вважалися найбільш статусною етнічною групою в расовій ієрархії, за ними йшли мусульмани-бербери, християни, євреї та раби. Для того, щоб досягти статусу та привілеїв, зарезервованих для етнічних арабів, таких як зниження податків, багато андалузців фальсифікували свій родовід, щоб здаватися чистокровними арабами. Той факт, що правителі Аль-Андалусу вважали за краще і могли дозволити собі купувати білих європейських рабинь, мав небажаний наслідок, що багато халіфів, які були синами європейських рабинь-наложниць, з кожним поколінням ставали світлішими за кольором шкіри; багато халіфів мали світлий колір обличчя і блакитні очі, і фарбували волосся в чорний колір, щоб виглядати більш стереотипно арабськими.

#### Королівський гарем
Система гаремів, що розвинулася в халіфаті Омейядів та Аббасидів, проілюстрована гаремом Аббасидів, була відтворена ісламськими королівствами, що розвинулися з них, такими як Емірати та халіфати в мусульманській Іспанії, Аль-Андалус, які привертали багато уваги в Європі в Середньовіччі, поки Гранадський емірат не був завойований у 1492 році.

#### Кордовський халіфат
Найвідомішим з андалузьких гаремів був, мабуть, гарем халіфа Кордови. За винятком родичок халіфа, жінки гарему складалися з його рабинь-наложниць. Рабами халіфа часто були європейські раби-сакаліби, яких торгували з Північної або Східної Європи. Хоча чоловіки-сакаліби могли працювати в низці посад, таких як: на кухні, у соколиному полюванні, монетному дворі, текстильних майстернях, адміністрації або королівській гвардії (у випадку охоронців гарему їх кастрували), жінки-сакаліби розміщувалися в гаремі.
Гарем міг містити тисячі рабинь-наложниць; гарем Абд ар-Рахмана I складався з 6300 жінок. Наложниць сакаліба цінували за їхню світлу шкіру. Наложниць (джарія) навчали різним здібностям, щоб вони були привабливими та корисними для свого господаря, і багато з них стали відомими та шанованими завдяки своїм знанням у різних предметах, від музики до медицини. Наложниця-джарія, яка народила дитину, визнану її поневолювачем своєю, отримувала статус умм аль-валад, а улюбленій наложниці надавали велику розкіш і почесні титули, як-от у випадку з Марджан, яка народила аль-Хакама II, спадкоємця Абд ар-Рахмана III; він називав її ас-сайїдою аль-кубра (велика пані).
Однак наложниці завжди були рабинями, що підкорялися волі свого господаря. Відомо, що халіф Абд ар-Рахман ІІІ стратив двох наложниць за декламування непристойних, на його думку, віршів, а іншу катував палаючою свічкою перед обличчям, поки її утримували два євнухи після того, як вона відмовилася від статевого акту. За повідомленнями, з наложницями Абу Марвана ат-Тубні (пом. 1065 р.) поводилися настільки погано, що вони змовилися вбити його; також відомо, що жінки гарему зазнавали зґвалтувань під час захоплення різних палаців ворогуючими угрупованнями. Відомо, що кілька наложниць мали великий вплив через своїх господарів або синів, зокрема Субх за часів Кордовського халіфату та Ізабель де Соліс за часів Гранадського емірату.

#### Гранадський емірат
Еміратський гарем насридів Гранадського емірату (1238—1492) був створений за зразком колишнього гарему Кордови. Правителі династії Насрідів зазвичай одружувалися зі своїми двоюрідними сестрами (al-hurra), які ставали їхніми законними дружинами (zawŷ), але додатково купували поневолених наложниць (ŷawārī, mamlūkāt); наложницями зазвичай були християнські дівчата (rūmiyyas), викрадені під час невільницьких набігів на християнські землі на півночі. Наложниця, яка народжувала дитину, що її поневолювач визнавав своєю, отримувала статус ummahāt al-awlād, що означало, що її більше не можна було продати, і після смерті поневолювача вона ставала вільною (ура). Полонені християнки були матерями як Юсуфа I, так і Мухаммеда V. Так, Рім, поневолена Юсуфом I Гранадським, стала матір'ю Ісмаїла II Гранадського.

### Раби-чоловіки
В ісламському світі рабів-чоловіків могли використовувати для різних робіт, але основними були два завдання. Або вони потрапляли у військове рабство як раби-солдати, або їх піддавали кастрації і відбирали для роботи в адміністрації гарему чи поза ним, тобто для виконання завдань, для яких вони повинні були бути євнухами.
Дітей-рабів чоловічої статі зазвичай навчали арабській мові та навертали до ісламу, а потім відбирали для навчання виконуванню певної майбутньої функції.
Некастрованих дітей чоловічої статі могли відбирати для військового рабства: солдати-раби були важливою частиною андалузької армії. Вільним арабським солдатам не довіряли ісламські правителі, а звичай мати армію рабів відомий в Аль-Андалусі принаймні з часів правління халіфа Абд ар-Рахмана III. Як раби, вони вважалися більш надійними, оскільки залежали від захисного покровительства правителя. Відомо, що халіф аль-Хакам І (р. 796—822) мав особисту гвардію з «німих» воїнів-рабів, яких називали німими, бо їх не вчили арабської мови і тому вони не могли спілкуватися.

Легкий ринок, особливо для чоловіків військового віку, можна було знайти в Омейядській Іспанії, де існувала потреба в нових мамелюках.
Аль-Хакам був першим монархом з цієї родини, який оточив свій трон певною пишнотою і розкішшю. Він збільшив кількість мамелюків (воїнів-рабів) до 5 000 кінних і 1 000 піших. …він збільшив кількість своїх рабів, євнухів і слуг; мав охорону з кінноти, яка завжди стояла біля воріт його палацу, і оточував свою особу вартою з мамелюків …. Ці мамелюки називалися Аль-Харас (Варта), тому що всі вони були християнами або іноземцями. Вони займали дві великі казарми зі стайнями для своїх коней.
За часів правління Абд ар-Рахмана III (912—961) у Кордові, столиці Омейядського халіфату, спочатку було 3 750, потім 6 087, і нарешті 13 750 сакаліба, або слов'янських рабів. Ібн Хаукаль, Ібрагім аль-Караві та єпископ Ліутпранд Кремонський зазначають, що єврейські купці Вердена спеціалізувалися на кастрації рабів, яких продавали як євнухів сакаліба, що було надзвичайно популярним у мусульманській Іспанії.
Дітей чоловічої статі могли навчати виконувати численні домашні та інші обов'язки, наприклад, завідувати кабінетами палацової кухні, соколиного полювання, монетного двору, текстильних майстерень та бібліотек; відомо, що брат рабині-наложниці Субх був поміщений до королівської майстерні. Хлопчиків також могли відбирати для навчання служінню в дивані на адміністративних посадах державних бюрократів.
Кастрованих дітей могли обирати для служби охоронцями або виконання інших функцій у гаремі.